# У цара Тројана козје уши (представа)
У цара Тројана козје уши је позоришна представа коју је режирао и адаптирао Даријан Михајловић према адаптацији Данице Николић. Премијерно приказивање било је 25. октобра 2017. године у позоришту ДАДОВ.
Представа је базирана на истоименој српској народној бајци.

## Радња
„У цара Тројана козије уши” као музичко-сценска поставка говори о односу власти према тајнама и инспирисана је античком причом о магарећим ушима краља Миде.
радња прати стизање писма царице Хереније цару Тројану, долазак његове деце, њихов сусрет са пастирима, љубав Фелисије и Вучихне, Феликса и Злате, препирке Тројана и цара Данубиуса, змаја Бабакаја, а све се завршава доласком царице, Тројановим препородом, нестанком козјих ушију и великим весељем у част Феликса и Злате и Фелисије и Вучихне.

## Улоге
| Лица | Глумци                 |
| ---- | ---------------------- |
|      | Тео Феанклин           |
|      | Вељко Кнежевић         |
|      | Јана Мартинов          |
|      | Алекса Јовановић       |
|      | Стефан Горењак         |
|      | Наталија Ровчанин      |
|      | Биљана Пешић           |
|      | Маја Шумоња            |
|      | Влада Папрић           |
|      | Анђела Хајдук Вељковић |
|      | Ана Марија Милаћевић   |
|      | Мартина Миљковић       |
|      | Милица Мишић           |
|      | Нина Димов             |
|      | Алекса Станиловић      |
|      | Милица Глигоријевић    |
|      | Вера Пурић             |
|      | Богдан Прибић          |
|      | Исидора Дрча           |
|      | Катарина Дангубић      |
|      | Сара Распоповић        |
|      | Александра Хорват      |
|      | Оља Николић            |
|      | Јефимија Крунић        |
|      | Тара Вукоманчић        |
|      | Тихомир Никитовић      |
|      | Милан Васиљевић        |

## Галерија
- Фотографија са извођења представе
- Фотографија са извођења представе
- Фотографија са извођења представе
- Фотографија са извођења представе
- Фотографија са извођења представе
- Фотографија са извођења представе
- Фотографија са извођења представе
- Фотографија са извођења представе
- Фотографија са извођења представе
- Фотографија са извођења представе
- Фотографија са извођења представе
- Фотографија са извођења представе
- Фотографија са извођења представе
- Фотографија са извођења представе
- Фотографија са извођења представе
- Фотографија са извођења представе
- Фотографија са извођења представе
- Фотографија са извођења представе
- Фотографија са извођења представе
- Фотографија са извођења представе
- Сценографија представе